# Силікатна вулиця (Київ)
Силіка́тна ву́лиця — вулиця в Дніпровському районі міста Києва, місцевість Микільська слобідка. Пролягає від Каховської вулиці до вулиці Євгена Маланюка.
Прилучається Цегельна вулиця.

## Історія
Вулиця виникла в середині XX століття. Сучасна назва — з 1948 року, від розташованого поряд цегельного заводу. Деякий час назву Силікатна мала сусідня вулиця Андрія Аболмасова.